# Lynx (constellation)
Lynx
Pour les articles homonymes, voir Lynx (homonymie).
Le Lynx est une constellation de l'hémisphère nord située au sud et à l'ouest de la Grande Ourse.
Malgré sa grande taille (plus grande que les Gémeaux par exemple), elle ne contient que peu d'étoiles brillantes car elle découpe un pan du ciel opposé au centre de la Voie lactée, dans une direction nettement au-dessus de l'équateur céleste.

## Histoire
Le Lynx est introduit par l'astronome polonais Johannes Hevelius en 1687, à partir de 19 étoiles qu'il utilise pour remplir le vide entre la Grande Ourse et le Cocher. Cette région du ciel avait été auparavant incluse dans la constellation obsolète du Jourdain. Il la nomme le Lynx en raison de la faible brillance de ses étoiles, indiquant ainsi aux observateurs futurs qu'il faudrait de très bons yeux pour la voir. Hevelius utilise également le nom de Tigris (le Tigre) dans son catalogue pour nommer la constellation, mais ne garde que le nom de Lynx dans son atlas. Par la suite, l'astronome anglais John Flamsteed adopte la constellation dans son catalogue publié en 1712, et dans l'atlas qui le suivit.
Les limites de cette constellation ont changé au cours du temps et la nomenclature stellaire qui s'y rapporte prête parfois à confusion : 10 UMa, par exemple, se trouve dans le Lynx et non dans la Grande Ourse, alors que l'inverse est vrai pour 41 Lyn.

## Observation des étoiles

Visibilité nocturne de la constellation.

## Étoiles principales

### α Lyncis
Une seule étoile du Lynx possède une lettre grecque dans la désignation de Bayer : α Lyncis est logiquement l'étoile la plus brillante de la constellation (magnitude apparente 3,14). Située à 220 années-lumière du système solaire, c'est une géante rouge 210 fois plus lumineuse que le Soleil et 40 fois plus large.

### Autres étoiles
La constellation du Lynx ne possède qu'une étoile possédant un nom propre et elle n'est pas répertoriée dans la désignation de Bayer. Le nom d'Alsciaukat (31 Lyncis) est d'origine arabe, signifiant épine. D'une magnitude de 4,25, il ne s'agit pourtant que de la cinquième étoile la plus brillante de la constellation. Elle est quasiment identique à α Lyncis.
38 Lyncis est la deuxième étoile la plus brillante de la constellation par sa magnitude de 3,82. C'est une étoile multiple comprenant quatre composantes, ses deux principales étant des étoiles blanches de la séquence principale.

## Objets célestes
L'objet du ciel profond le plus notable de la constellation du Lynx est NGC 2419, l'amas globulaire le plus éloigné que l'on connaisse puisqu'à la distance de 300 000 années-lumière, il est plus lointain que les Nuages de Magellan. Il se déplace plus rapidement que la vitesse de libération à cette distance, même s'il semble parcourir une longue orbite elliptique autour de notre Galaxie, la Voie lactée, et on ne s'attend donc pas à ce qu'il s'échappe de cette dernière.
Deux galaxies spirales dans la constellation : NGC 2537, dite Galaxie de la Griffe d'ours, et NGC 2683.